# 의적
의적(義賊)은 부당하게 재산을 모은 탐관오리나 부자, 귀족들의 재산을 빼앗아 가난한 자에게 나누어 주는 의로운 도둑이다. 에릭 홉스봄은 저서 《의적의 사회사》에서 의적을 원초적인 반란자로 정의하면서 다음과 같이 서술하였다.
| “ | 의적 행위는 억압과 가난에 항거하는 국지적 농민 소요다. 그것은 억압자와 부자에 대한 복수의 함정이고, 억압자를 짓누르고 싶어하는 막연한 바람이며, 개인적 탈법행위의 정당화이다.……그것은 새롭고 완전한 세계를 꿈꾸는 것이 아니라, 사람들이 정당하게 취급받는 전통사회를 꿈꾼다. | ” |
|   | — 에릭 홉스봄, 의적 정의를 훔치다에서 재인용 |   |